# Calonotos chlorota
Calonotos chlorota är en fjärilsart som beskrevs av Paul Dognin 1914. Calonotos chlorota ingår i släktet Calonotos och familjen björnspinnare. Inga underarter finns listade i Catalogue of Life.